# Сублигакулум
Сублига́кул (лат. subligaculum) — вид нижнего белья в Древнем Риме, своего рода набедренная повязка из кожи.
Повязка, в отличие от других набедренных повязок, была из кожи и на одной из сторон закреплялась завязками, другая сторона была сшита. По своей форме сублигакул походил на современные трусы.
Такой вид одежды носили как мужчины, так и женщины; для гладиаторов, спортсменов и актёров повязка была неотъемлемой частью гардероба.
Единственный экземпляр такой одежды сохранился до наших дней в Англии и выставлен в музее Лондона.